# Станімір Осип
Станимір Осип (також Станимир, Станімір; 21 квітня 1890, с. Ладичин — 13 лютого 1971, Торонто) — український військовий та кооперативний діяч, сотник УГА і  армії УНР. Зять діяча ЗУНР Андрія Чайковського.

## Біографія
Народився у с. Ладичині Тернопільського повіту, нині Тернопільського району.
Закінчив Тернопільську гімназію 1912, однорічну старшинську школу в м. Ґрац 1913. У 1913–1914 навчався на правничому факультеті Львівського університету. У роки Першої світової війни 1914-18 служив в австрійській армії. 14 лютого 1915 потрапив у російський полон, після лютневої революції 1917 повернувся до Австрії, воював на Італійському фронті (поручник, сотник). Під час українсько-польської війни 1918-19 — сотник УГА. З грудня 1918 командував бойовою групою «Городок», пізніше — другим куренем 8-ї Самбірської бригади УГА.
Наприкінці серпня 1919 підрозділ Станиміра одним з перших увійшов до Києва. На початку лютого 1920 в Бірзула (тепер Подільськ, Одеської області) Станимір увійшов до складу армійського ревкому УГА, який розіслав в галицькі частини наказ про створення на їх базі підрозділів Червоної української галицької армії.

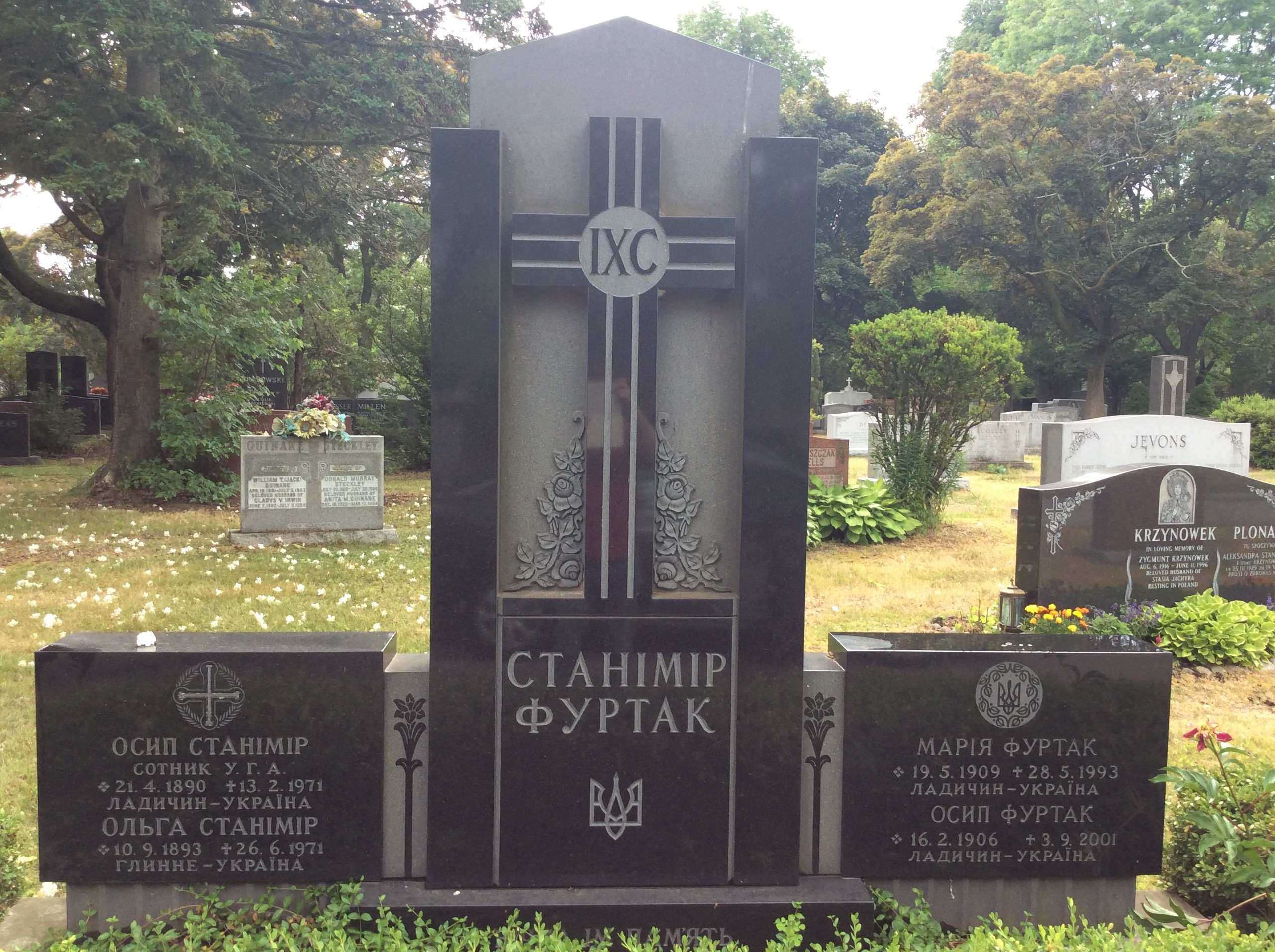
Могила Осипа Станіміра в Торонто.

У лютому-квітні 1920 служив в ЧУГА, командував III армійською бригадою. Наприкінці квітня 1920 бригада Станимира намагалася приєднатись до Армії УНР, але була оточена і роззброєна польськими військами. Разом з невеликим підрозділом прорвався до армії ген. Омеляновича-Павленка. Служив в 5-й Херсонській дивізії УНР.
Пізніше в складі групи генерала Антіна Кравса перейшов до Чехословаччини. У 1924 закінчив Торговельну академію у Відні, працював у кооперативних організаціях РСУК Галичини. Зокрема, був начальним директором Бережанського Повітового Союзу Кооператив.
Після Другої світової війни емігрував до Канади. 1966 року вийшли друком спогади «Моя участь у визвольних змаганнях». Помер у Торонто.
Похований на цвинтарі Парк Лан в Торонто.